# ルアイリ・ロビンソン
ルアイリ・ロビンソン（愛: Ruairí Robinson、1978年2月15日 - ）は、アイルランドの映画監督である。

## 監督作品
- ラスト・デイズ・オン・マーズ(The Last Days on Mars) (2013年)